# Valutazione della conformità
La valutazione della conformità è l'attività svolta per dimostrare che un prodotto, un processo, un servizio, una persona, o un sistema, è conforme o soddisfa i requisiti specificati (ad esempio da una norma tecnica). I metodi per dimostrare la conformità includono test, ispezioni e certificazioni.
Gli organismi che svolgono, per esempio, attività di collaudo, ispezione e di certificazione sono indicati come Organismi di valutazione della conformità o Conformity Assessment Bodies (CABs).
Assessment (valutazione) è termine generale: ispezione, audit, collaudo, validazione sono termini che rientrano nel concetto di valutazione ma hanno significati specifici e sono da utilizzare in contesti peculiari.